# Corybas papillatus
Corybas papillatus, vrsta orhideje otkrivene 2021. godine u Tajlandu.

## Opis i otkriće
Visoka samo nekoliko centimetara, ova malena orhideja otkrivena je u blizini vrha planine Khao Luang u nacionalnom parku Khao Luang u južnom Tajlandu i tek je treća vrsta roda Corybas koja je opisana u toj zemlji.
Osoblje iz Bangkok Forestry Herbarija primijetilo je orhideju kao dragulj koja raste među briofitima na otprilike 1700 m nadmorske visine i primijetilo je da ima jedinstvenu kombinaciju karaktera koja se ne podudara ni s jednom drugom poznatom vrstom Corybas. Daljnje analize potvrdile su da se radi o novoj vrsti za znanost, a specifično ime papillatus odnosi se na nepravilne papile na jednoj od čašica.